# Anne-Marie Lux
Anne-Marie Lux (* 1989 in Düsseldorf) ist eine deutsche Schauspielerin.

## Leben
Anne-Marie Lux besuchte als Kind und Jugendliche zunächst die Ballettschule der Deutschen Oper am Rhein, ehe sie ein Casting beim Jugendclub des Kinder- und Jugendtheaters am Düsseldorfer Schauspielhaus absolvierte und von 2005 bis 2009 am Jungen Schauspielhaus Düsseldorf spielte, unter anderem in der Rocky Horror Show. Lux studierte daraufhin bis 2013 an der Hochschule für Musik, Theater und Medien Hannover. Dort stand sie auf den Bühnen des Studiotheaters und des Schauspiels Hannover. Unmittelbar nach Abschluss ihres Studiums erhielt sie ein Engagement am Nationaltheater Mannheim. Hier sah das Publikum sie bereits in zahlreichen Inszenierungen, so als Julie in Dantons Tod von Georg Büchner, in Tennessee Williams’ Glasmenagerie, sie war Hedvig in Ibsens Wildente und verkörperte die Titelrolle in Emilia Galotti von Gotthold Ephraim Lessing. Mit Beginn der Intendanz von Burkhard C. Kosminski 2018/19 wechselte Anne-Marie Lux ans Schauspiel Stuttgart, wo sie unter anderem Elektra in der Orestie spielte.
Eine von Anne-Marie Lux’ ersten Arbeiten vor der Kamera war die Rolle einer Magd in dem Film Münchhausen – Die Geschichte einer Lüge. Sie spielte außerdem in der Stuttgarter Tatort-Folge Preis des Lebens, in der Serie Der Staatsanwalt sowie in einigen Kurzfilmen.
Anne-Marie Lux gewann mehrere Ensemblepreise. Seit 2022 ist sie freischaffend tätig.
Lux lebt in Berlin.

## Filmografie
- 2012: Münchhausen – Die Geschichte einer Lüge
- 2012: Anni (Kurzfilm)
- 2013: Love Eating (Kurzfilm)
- 2014: Irgendwohin (Kurzfilm)
- 2015: Tatort – Preis des Lebens
- 2015: Der Staatsanwalt – Sugardaddy
- 2019: Der Kriminalist – Der Fall Bruno Schumann
- 2020: Irgendwann ist auch mal gut
- 2020: In aller Freundschaft: Club 27
- 2020: Tatort – Unter Wölfen
- 2021: Tatort – Hetzjagd
- 2022: Lena Lorenz – Baby auf Probe
- 2022: Familienerbe (Fernsehfilm)
- 2022: Servus Papa, See You in Hell
- 2023: Letzte Spur Berlin – Verfehlte Liebe
- 2024: Praxis mit Meerblick – Die Kämpferin

## Auszeichnungen
- 2012: Marta Award – Setkání/Encounter in Brno für die Ensemble-Leistung von Paradies der Barbaren
- 2012: Ensemble- und Publikumspreis beim Schauspielschultreffen in Wien
- 2012: Jugendstückepreis des Heidelberger Stückemarkts für Fatima